# Ford C-Serie
Die Ford C-Serie war ein Verteiler-Lkw den die Ford Motor Company von 1957 bis 1990 produzierte. Obwohl er auch als Fernverkehrs-Lkw von Ford vermarktet wurde, war er vor allem im regionalen Verkehr und insbesondere als Feuerwehrwagen, teilweise nur als Fahrgestell mit Windschutzscheibe eingesetzt. Die ersten Modelle, die als C-Serie angeboten wurden, waren Modelle der ersten Ford F-Serie. Bereits ab 1980 wurde die Modellreihe teilweise durch den importierten Ford Cargo ersetzt. Die Modellreihe wurde auch von Mercury in Kanada als Mercury M-Serie Truck verkauft.

## C-Serie COE (1948–1956)

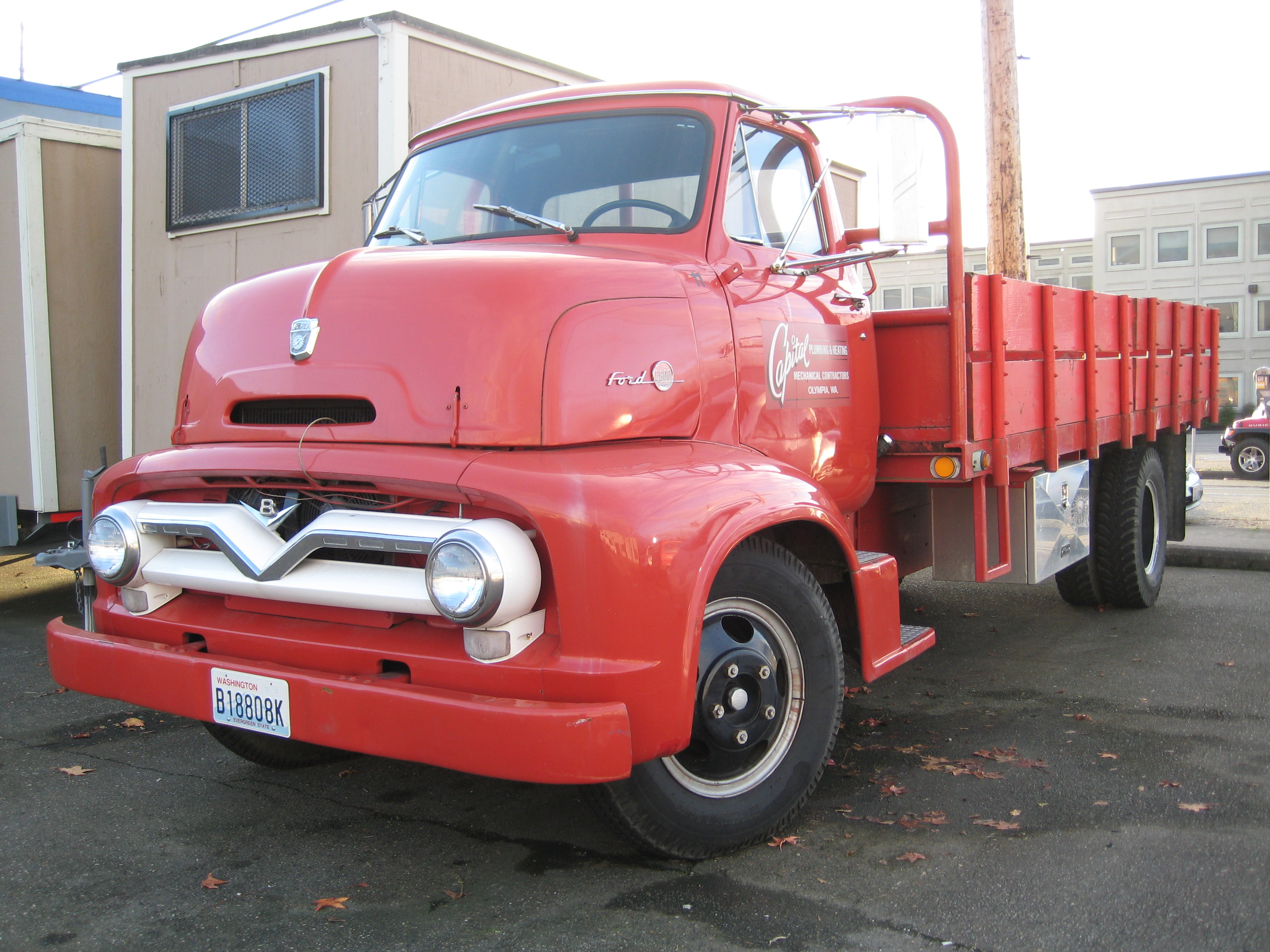
Langhauber 1955 Ford C-600

Wie bei anderen Automobilherstellern wurden Lkw vor den 1960er Jahren mit Langhauberkabinen gebaut, so auch bei den frühen Ford C-Serie Trucks, als Nachfolger des Ford Six and Eight. Diese hatte gemeinsam genutzte Komponenten des Pick-up der Ford F-Serie und wurde zwischen 1948 und 1952 als F-5, F-6, F-7 und F-8 gebaut und ab 1953 in C-Serie umbenannt. Dabei war diese eine modifizierte F-Serie und bestand aus dem C-500, C-600, C-700, C-750, C-800, C-850 und C-900. Fahrzeuge mit Dieselmotor erhielten eine zusätzliche Null in den Modellbezeichnungen (etwa C-8000 oder C-9000).

## Modell-Geschichte
Als Ford begann seine Fahrzeuge in den 1950er Jahren zu modernisieren, realisierte man auf dem Fahrgestell des Vorgängers 1957 eine Frontlenkerkabine. Diese hatte einen kleinen Kühlergrill über der vorderen Stoßstange, mit einem Vier-Stern-Emblem an jedem Ende. FORD wurde unterhalb der Windschutzscheibe in großen Buchstaben aufgetragen und zwischen den Scheinwerfern wurde ein Cog- und Blitz Emblem eingefügt. Variationen dieses Emblem wurden auf vielen anderen Ford Lkw während der 1950er und 1960er Jahren angebracht. Die C-Serie trug dieses Logo am längsten. Von 1954 bis zum Modelljahr 1962 hatte die Ford C-Serie den Lincoln Y-V8-Benzinmotor in 4,9 Liter Version mit 196 PS (146 kW) und als 5,4 Liter Version mit 212 PS (156 kW) an Bord. Nach Einführung des Dieselmotors gab es sie noch einige Jahre als Option. Die 1961er HD-Serie mit 7430 cm³ 220 PS Cummins-Engine-Motoren waren die ersten Ford-Dieselmotor-Lkw in Nordamerika.
Neben einem Schaltgetriebe war auch ein Automatikgetriebe optional für die Baureihe erhältlich.

### Design Updates

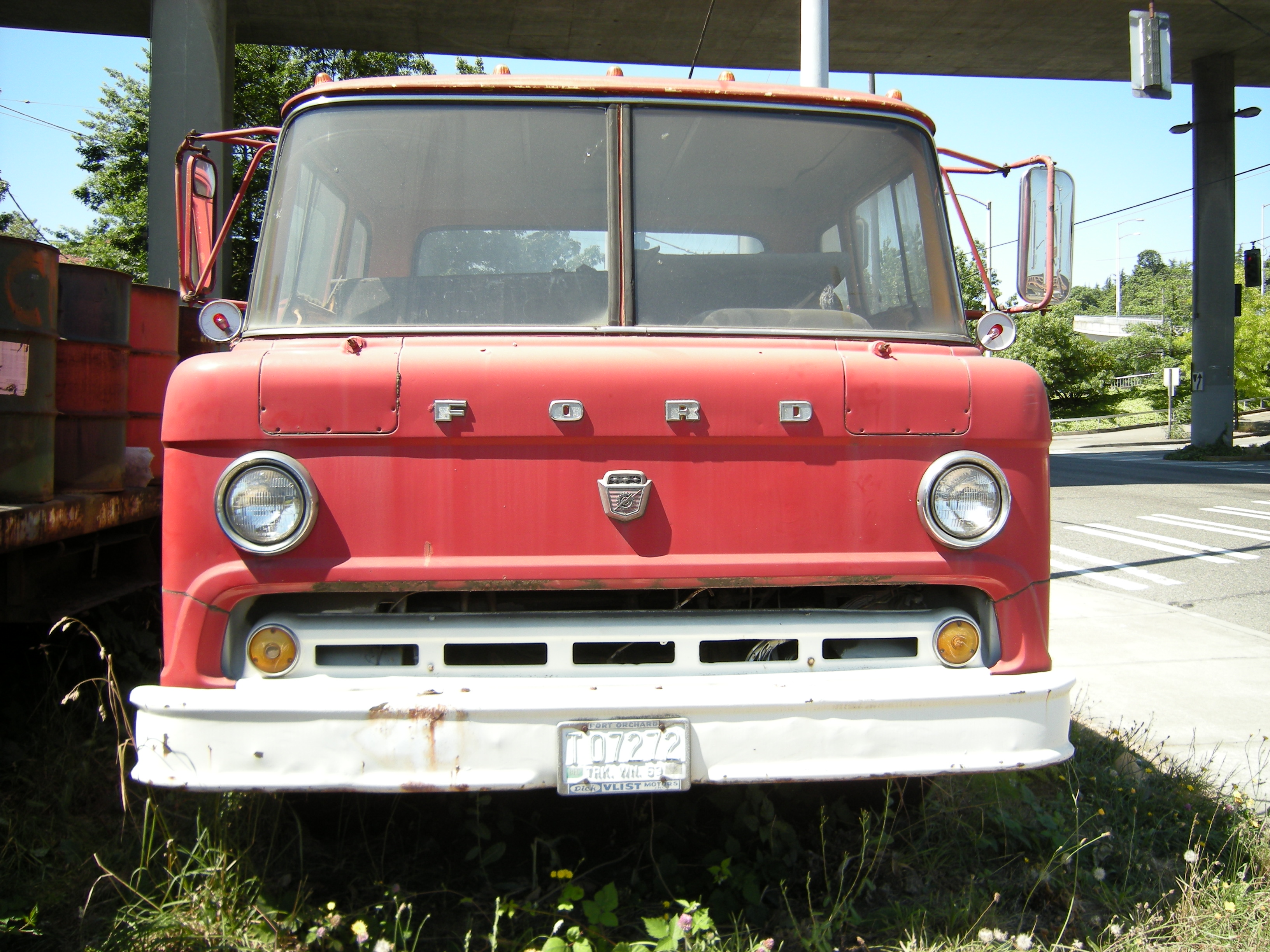
Ford C-800 Modelljahr ab 1961

In ähnlicher Weise wie beim Checker Marathon oder dem VW Käfer wurden Änderungen an den C-Series Lkw während seiner Produktion nur sehr gering vorgenommen. Wenn überhaupt betrafen diese Veränderungen nur die Fahrzeug Front und die Embleme. Zwischen 1958 und 1960 verwendete die C-Serie quadratische Scheinwerfer. Das war besonders hilfreich für die Feuerwehren, die die zusätzlichen Scheinwerferblenden für die Warnblinkanlage verwendeten. Als die Scheinwerferanordnung in der Serie geändert wurde, blieb dies eine Option die ausschließlich für Feuerwehr und andere Einsatzfahrzeuge angeboten wurde. 1961 wurde eine Super Duty Version ins Programm aufgenommen und eine weitere Option war eine Fernverkehrsvariante mit Schlafmöglichkeit.

### Falcon
Ein weiteres neues Modell wurde eingeführt, als Ford in die amerikanische 8 Cab-Over-Klasse einstieg. Dazu erhöhte Ford die Kabine der C-Serie mit einem größeren Kühlergrill ähnlich der T-Serie und der kommenden N-Serie-Lkw, und die Vorderachse wurde weiter nach vorne angeordnet. Dieses Modell wurde gemeinhin als Falcon bezeichnet bekannt. Es war Fords erstes Modell im Heavy-Duty-COE-Markt und wurde 1966 von der W-Serie ersetzt.

### Baujahre 1963–1990
1963 wurde die Front der C-Serie mit den gleichen Insignien der anderen mittelschweren und schweren Lkw aktualisiert. Das Emblem hatte nun das Wort FORD auf einem Trapez und die Modellnummernbezeichnung. Dieses Abzeichen wurde bis 1967 verwendet.
Im Jahr 1968 erforderten behördliche Vorschriften Seitenblinker, Reflektoren oder Lichter, welche Ford von der F-Serie entnahm, bei der sie seit 1967 an der Motorhaube verbaut waren, und bei der C-Serie an den Türen hinzuzufügte. Im Gegensatz zur F-Serie, wo sie ab 1973 verschwanden, wurden sie bei der C-Serie bis zum Ende der Produktion im Jahr 1990 beibehalten. 1972 wurde die kanadische Mercury-Version M-Serie Truck eingestellt und fortan als Ford angeboten.

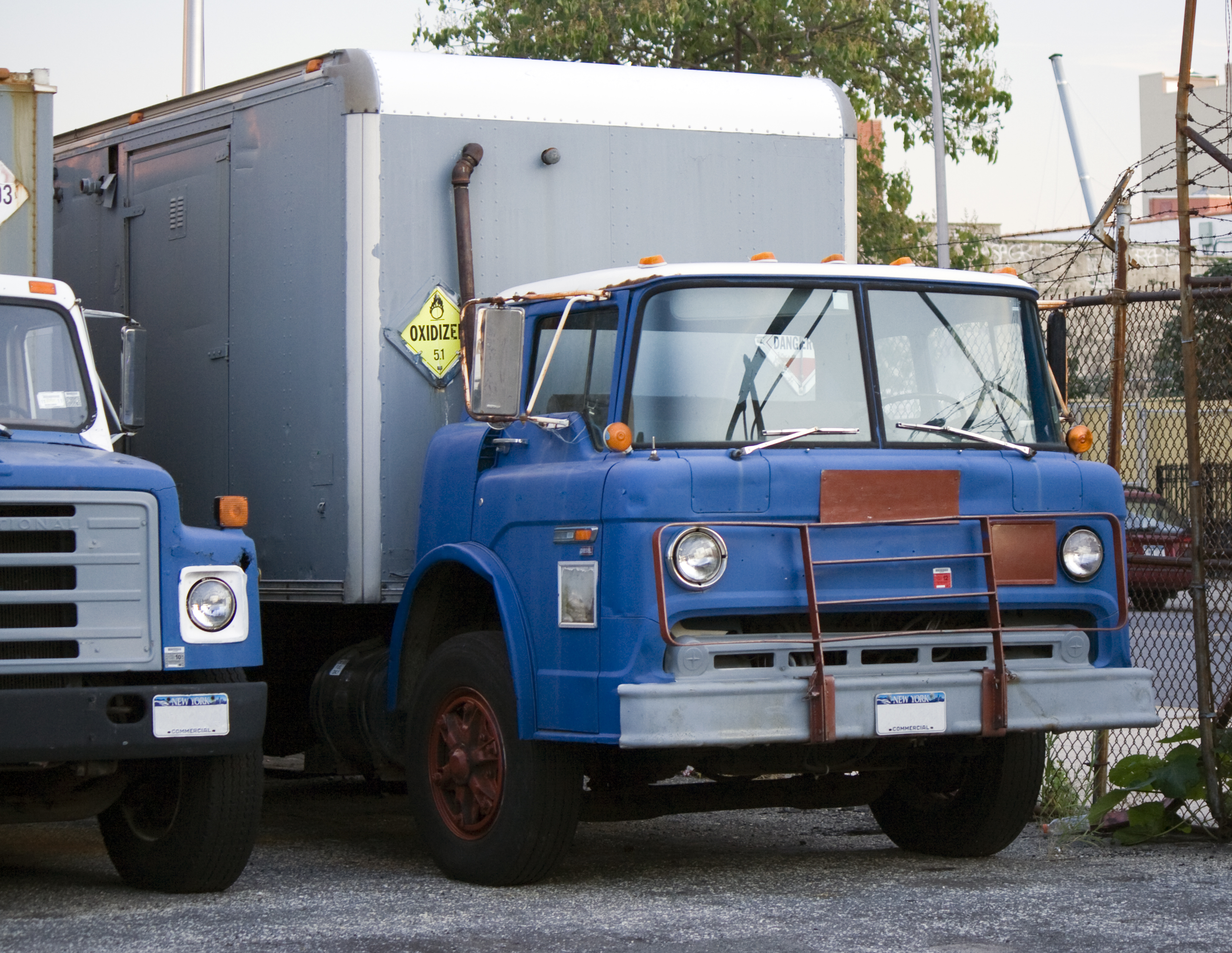
1986 Ford C-800 Diesel

Das Jahr 1974 war das letzte für das COG-und-Blitz-Wappen, welche die C-Serie von Beginn und andere Ford Lkw seit den 1950er Jahren zierte. Jedoch erhielt die C-Serie erst 1984 die Ford-Pflaume.
1981 führte Ford den vorerst aus Europa importierten Ford Cargo ein, der die C-Serie Kabine wie einen uralten Entwurf aussehen ließ. Fortan wurde die C-Serie meist nur noch als Einsatzwagen verkauft, während die gewerbliche Wirtschaft auf den Cargo zurückgriff. 1990 wurde schließlich die Produktion der C-Serie eingestellt.

## Verwendung bei anderen Herstellern
Die Fahrerkabine wurde von der Budd Company an die Ford Motor Company geliefert. Andere Lkw-Hersteller bedurften der Genehmigung durch Ford, um sie zu verwenden. Die Ausnahme war Mack, welche an der Entwicklung beteiligt waren und die meisten Karosserieteile von Budd erhielten, jedoch diese auf eine eigene Bodenwanne aus eigener Entwicklung setzten. Mindestens vier Lkw-Hersteller nutzten das Ford C-Serie Kipper Fahrerhaus. Am bekanntesten war das Mack Modell „N“ das zwischen 1958 und 1962 produziert wurde. Der Allradantrieb Hersteller Auto Company verwendete Ford C-Serie Kabinen für seine großen Flughafen-Lastkraftwagen. In Kanada verwendete der Feuerwehrfahrzeug-Hersteller Thibault aus Pierreville, Québec auch C-Serie Teile für ihre Individuellen nicht kommerziell eingesetzten Chassis Lkw.